# Потєхіна Вікторія Володимирівна
Вікторія Володимирівна Потєхіна (нар. 14 травня 1993, Запоріжжя) — українська стрибунка у воду. На літніх Олімпійських іграх 2012 року вона брала участь у синхронному стрибку на вишці 10 м зі своєю партнеркою Юлією Прокопчук. Кілька місяців тому пара виграла срібну медаль на вишці 10 м синхрон на чемпіонаті Європи з водних видів спорту.